# برترام غودهو
برترام غودهو (بالإنجليزية: Bertram Goodhue)‏ هو مهندس معماري أمريكي، ولد في 28 أبريل 1869 في مقاطعة ويندهام في الولايات المتحدة، وتوفي في 23 أبريل 1924 في نيويورك في الولايات المتحدة.

## وصلات خارجية
- برترام غودهو على موقع الموسوعة البريطانية (الإنجليزية)